# Pietroassaringen
Pietroassaringen (eller Buzău torc) är en halsring funnen 1837 i en gravhög i Pietroassa (i dag Pietroasele), Buzău, i södra Rumänien (tidigare kallat Valakiet). Ringen är en del av ett större guldfynd (Pietroaseleskatten) daterat till mellan 250 och 400 e.Kr. Ringen anses allmänt ha romerskt medelhavsursprung, och har en gotisk runinskrift med den äldre futharken.
Ringen är fortfarande av stort intresse för akademisk forskning, och ett stort antal teorier finns rörande dess ursprung, datering, användning och tolkning. Inskriften, som skadades strax efter upptäckten, kan inte längre läsas ut fullständigt, vilket öppnat för ett stort antal rekonstruktions- och tolkningsförsök. På senare tid har dock en avbildning av ringen i sitt ursprungliga skick upptäckts, vilket möjliggjort tolkningar av inskriften i sin helhet. Ringen har visat sig värdefull för forskning kring förkristen germansk religion, framförallt gotisk sådan.

## Historia

### Ursprung

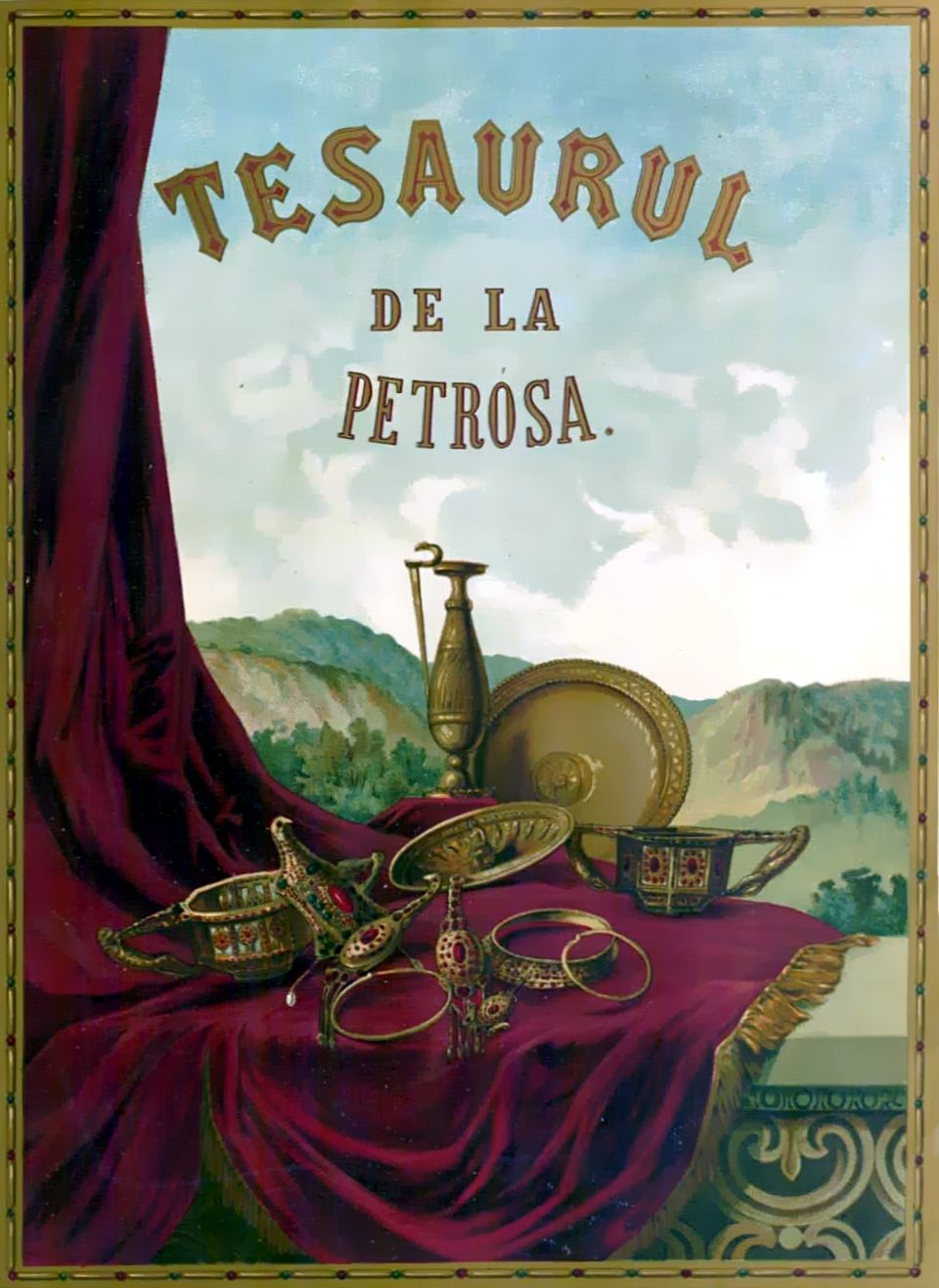
En plansch som avbildar Pietroaseleskatten med Pietroassaringen.

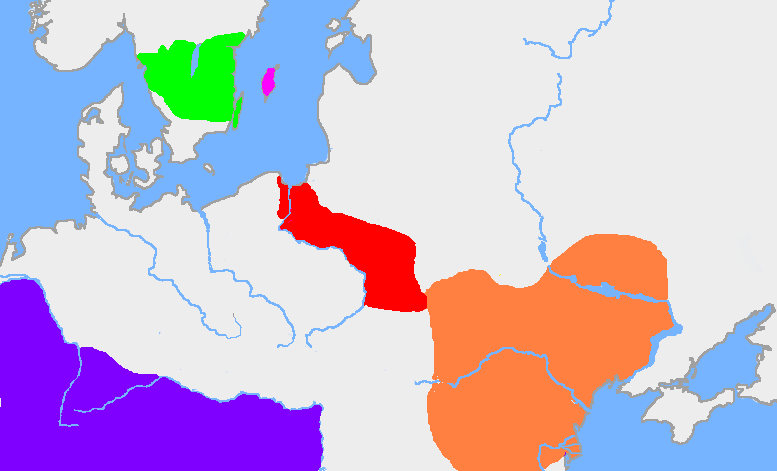
Wielbarkkulturen, tidigt 400-tal e.Kr.
Tjernjachovkulturen, tidigt 500-tal e.Kr.
Romarriket

Pietroaseleskatten, som upptäcktes i en stor gravhög känd som Istriţa-kullen i närheten av Pietroasele, Rumänien, bestod av 22 föremål, bland annat ett antal bägare, plattor och dryckeskärl av guld samt smycken. Bland smyckena fanns två ringar försedda med inskrifter. När fyndet påträffades var föremålen sammanbundna av en oidentifierad svart massa, vilket man antog kan ha varit ett organiskt material (tyg eller läder) som täckt skatten. Skattens totalvikt är cirka 20 kg.
Tio fynd, bland annat en av ringarna, stals strax efter upptäckten, och när de återstående fynden hanterades upptäckte man att den andra ringen hade blivit delad i åtminstone fyra delar av en guldsmed i Bukarest. En runa i inskriptionen hade skadats så pass att den inte längre gick att tolka. Emellertid återfanns senare detaljerade teckningar, en skiss, samt ett fotografi av ringen innan den skadats, vilket möjliggjort en ganska säker läsning av den förstörda runan.
Samtliga fynd visar på en hög hantverkskvalitet vilket pekar på ett ursprung utanför Valakiet. Isaac Taylor spekulerade 1879, i ett av de första arbetena som publicerats kring upptäckten av skatten, kring möjligheten att skatten är en del av goternas plundring under sina räder i de romerska provinserna Moesia och Thrakien (238 - 251 e.Kr.). En annan tidig teori, troligen först föreslagen av Odobescu 1889 och senare hos Giurascu 1976, identifierar Atanarik, germansk kung över den gotiska stammen Tervingi, som den troliga ägaren av skatten, och menar att den antagligen togs som byte i konflikten med den romerske kejsaren Valens 369 e.Kr. Katalogen Goldhelm (1994) föreslår att fynden kan ses som gåvor från romerska ledare till allierade germanska prinsar.
Nyligen utförda mineralogiska undersökningar av fynden indikerar åtminstone tre geografiskt disparata ursprung för guldmalmen som använts i tillverkningen: södra Uralbergen, Nubien (Sudan) och Persien. Ett inhemskt dakiskt ursprung för malmen har uteslutits. Även om Cojocaru (1999) utesluter möjligheten att romerska guldmynt smälts ner och använts i tillverkningen av några av objekten kommer Constantinescu (2003) till motsatt slutsats.
En jämförelse mellan mineralogisk sammansättning, smält- och smidesteknik, samt äldre typologisk analys visar på att guldet som använts för att tillverka ringen, klassificerad som keltogermansk, varken är nog rent för att klassas som grekisk-romerskt eller tillräckligt legerat för att passa med de polykroma germanska föremål man funnit. Dessa resultat verkar indikera att åtminstone en del av skatten - inkluderat ringen - är tillverkat av guldmalm funnet långt norr om Dakien, och skulle kunna representera objekt som varit i gotisk ägo innan de folkvandrade söderut (Wielbarkkulturen, Tjernjachovkulturen). Emedan dessa resultat skapar oreda inom den traditionella teorin rörande ringens romerska medelhavsursprung är fortsatt forskning nödvändig innan ett säkert ursprung för guldmalmen som använts i tillverkningen av ringen kan fastställas.

### Begravning
Som det ofta är med fynd av denna typ är det oklart varför föremålen placerades i graven, även om ett otal teorier framlagts. Taylor argumenterar för att gravhögen i vilken fyndet gjordes troligen var platsen för ett hedniskt tempel, och att detta, baserat på analys av inskriften på ringen (se nedan), var en del av en hednisk offergåva. Även om denna teori i stort ignorerats har senare forskning, framförallt av Tineke Looijenga (1997), poängterat att samtliga objekt i skatten har en "definitiv ceremoniell karaktär" Särskilt anmärkningsvärt i detta sammanhang är det rituella dryckeskärl (patera) som är dekorerat med skildringar av (förmodligen) germanska gudar.
De som förespråkar tesen att föremålen är Atanariks personliga skatt föreslår att guldet begravdes i ett försök att gömma det undan hunnerna, vilka segrade över den gotiska stammen Greuthungi norr om Svarta havet och rörde sig ner mot Tervingiska Dakien runt 375 e.Kr. Dock är det oklart varför skatten i så fall skulle behållits begravd, då Atanariks fördrag med Theodosius I (380) gjorde att han förde sin stam under romerskt beskydd innan han dog 381. Andra forskare har föreslagit att skatten tillhörde en ostrogotisk kung, där Rusu (1984) till och med identifierar Gainas, en gotisk general i den romerska armén som dödades av hunner runt år 400, som skattens ägare. Även om denna teori förklarar varför skatten inte blev uppgrävd, misslyckas den förklara varför en så uppenbar plats som en gravhög valts som plats att gräva ner en så stor och värdefull skatt.

### Datering
Olika dateringar för när skatten begravdes har framförts, framförallt byggda på föremålens ursprung samt begravningsseden, även om inskriften i sig också har varit en viktig faktor (se nedan). Taylor föreslår perioden 210 till 250. I senare studier har forskare angett något senare dateringar, där förespråkarna för Atanarik-teorin föreslår slutet av 300-talet, vilket även föreslagits av Constantinescu. Tomescu föreslår tidigt 400-tal.

## Inskrift

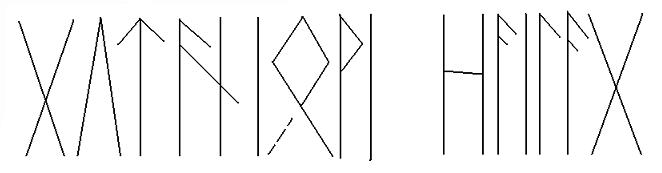
Återgivning av Pietroassaringens runinskrift. Sjunde tecknet rekonstruerat.

### Rekonstruktion och översättning
Guldringen bär en runinskrift ristad med den äldre futharken, och består av 15 runor, där den sjunde (antagligen ᛟ (o)) blivit förstörd när ringen delades av tjuvar. Den skadade runan har blivit debatterad, och har även tolkats som ᛃ (j) (Reichert 1993, Nedoma 1993) eller möjligen ᛋ (s) (Looijenga 1997). Om fotografiet från Arundel Society tas som källa läses inskriften:
gutaniowi hailag
Denna läsning följdes av den tidiga forskningen, framförallt Taylor, som översatte det till: "Skänkt (hailag) till goternas (Gutanī) tempel (ō-wī(h))", och Diculescu (1923), som översätter inskriften: "helig (hailag) till goternas (gutan(ī)) Jupiter (iowī, d.v.s. Tor)". Düwel (2001), kommenterar samma läsning och framkaster att ᛟ tyder på odal (ōþal):
gutanī ō[þal] wī[h] hailag
Detta, som följer Krause (1966), översätts till "heligt (wī(h)) (och) okränkbart hailag arv ō(þal) från goterna (gutanī)". Andra forskare har menat att ᛟ tyder på  feminint slut: Johnsen (1971) översätter "den heliga hailag reliken wī(h) (= altarringen) tillhörande völva gutaniō"; Krogmann (1978), läser ᛗ (m) som ᚹᛁ (wi), och översätter "Skänkt (hailag) till de gotiska mödrarna (gutaniom) (= goternas diser)"; Antonsen (2002) översätter "den heliga (sacrosanctum) (wī(h)hailag) av gotiska kvinnor/sköldmö (gutaniō)". Genom att tolka den skadade runan som ᛋ (s) läser Looijenga (1997):
gutanīs wī[h] hailag
Hon poängterar att gutanīs skall förstås som en tidig form av gotiskans gutaneis, "gotisk", och wī[h] som ett tidiggotiskt weih, "helighet". Detta översätter hon som: "Gotiskt (objekt). Sacrosanct. (helig)" Reichert (1993) föreslår att det även är möjligt att läsa den skadade runan som ᛃ (j) och menar att det representerar j[ēra], således blir hans läsning:
gutanī j[era] wī[h] hailag
Reichert översätter detta till "(gott) år (j(era)) åt goterna (gutanī), heligt (wī(h)) (och) okränkbart (hailag)". Även om Düwel (2001) har uttryckt tvivel rörande meningen av ett sådant uttryck stöder Nordgren (2004) Reicherts läsning, och poängterar att ringen är kopplad till en sakral kung i dennes roll som upprätthållare av god skörd (representerat av ᛃ - jera). Pieper (2003) läser den skadade runan som ᛝ (ŋ):
gutanī [i(ng)]wi[n] hailag
Han översätter detta till: "[Till] goternas Ingwin. Helig."

## Syfte
Trots bristen på konsensus rörande tolkningen av inskriften verkar forskare tämligen överens om att språket är någon form av gotiska, och att inskriften på något sätt poängterar helighet och religiositet. Taylor tolkar inskriften som uppenbart hednisk och menar att den pekar på att ringen på något sätt varit offergåva i ett tempel. Han menar att nedgrävningen av ringen måste skett innan goterna vid Donau kristnades, vilket skedde inom några få generationer efter att de anlänt där 238, och tidsbestämmer inskriften till mellan 210 och 250. Även om hedendomen bland goterna överlevde det första kristnandet mellan 250 och 300 - vilket de konverterade kristna goterna Werekas och Batwins martyrskap (370) samt Sabbas (372) visar - försvagades den avsevärt, och en hednisk offergåva på 20 kilo guld vore orimligt i en alltför försvagad hednisk kult.
MacLeod och Mees (2006), vilka följer upp Mees (2004), tolkar ringen som antingen en "tempelring" eller en "helig edsring", vilka enligt fornnordisk litteratur, och även hittats vid arkeologiska utgrävningar, funnits i hednisk tid. Dessutom föreslår de att inskriften kan vara bevis för existensen av en "modergudinne-kult" bland goterna - vilket skulle gett eko i den väldokumenterade tillbedjan av diser bland nordgermanska stammar. MacLeod och Mees föreslår även att förekomsten av de vanliga germanska termerna för "helighet" (wīh och hailag) kan hjälpa till att klargöra distinktionen mellan de två koncepten i det gotiska språket, vilket antyder att ringen ansågs helig, inte bara genom att den var kopplad till en eller flera gudomar, utan också i och av sig själv.